# Mésè

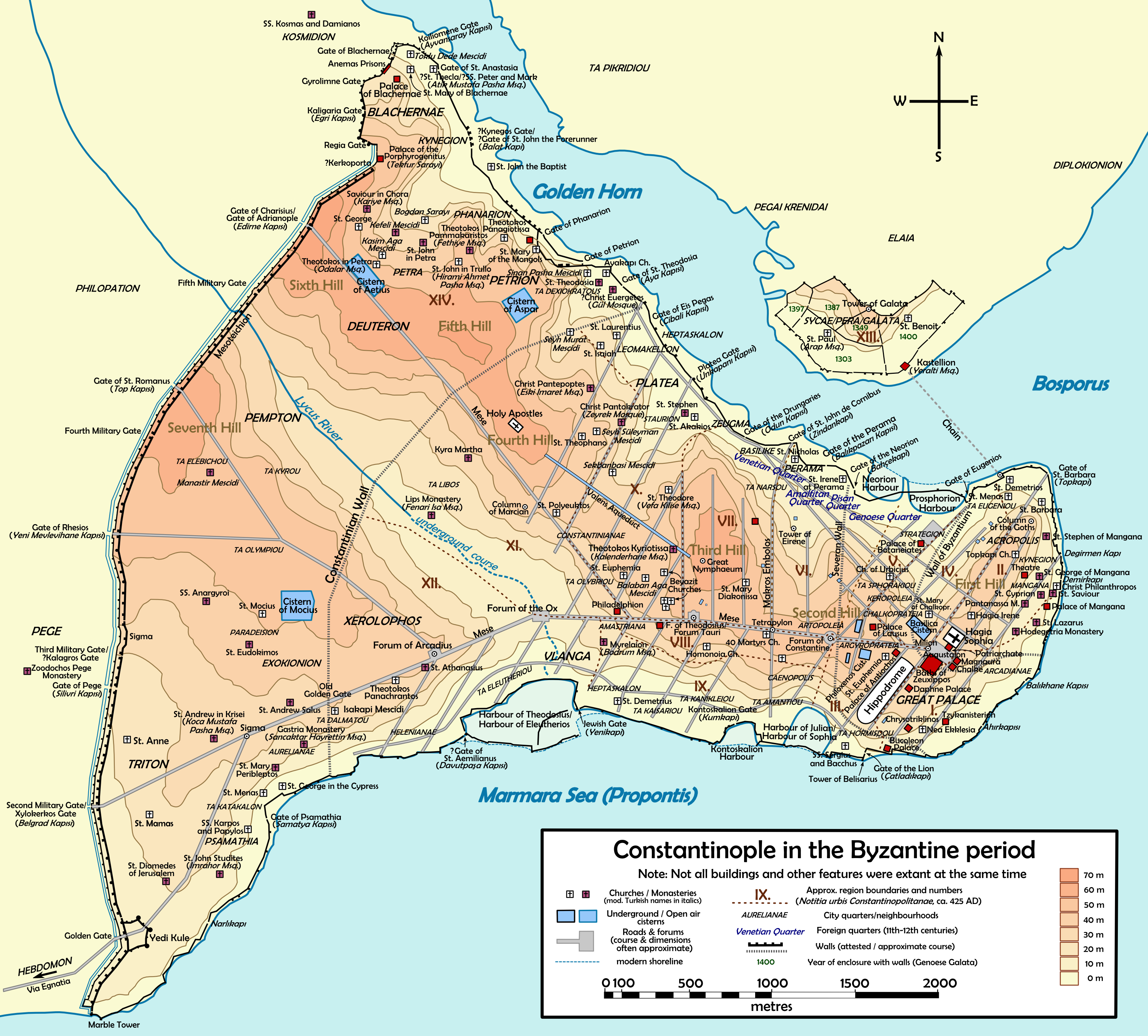
Constantinople pendant l'Empire byzantin. La Mesē partait du Milion pour se diviser en deux branches au Philadelphion, l’une allant vers le nord et la porte de Charisius (ou porte d’Andrinople), l’autre allant vers le sud qui se divisait également en deux, l’une allant à la porte d’Or, l’autre à la porte de Xylokerkos.

La Mésē (ἡ Μέση [Ὀδός] ; litt : le chemin au milieu)  était la principale artère de Constantinople. Partant du Milion, point de départ de toutes les routes de l’empire, elle se dirigeait vers l’ouest en traversant les forums de Constantin et de Théodose avant d’arriver au Philadelphion, où elle se divisait en deux. Une branche au sud  allait vers la porte d’Or, début de la via Egnatia (avec un embranchement dans le quartier Sigma vers la porte de Xylokerkos), l’autre, au nord, vers la porte de Charisius. Centre d’une intense activité commerciale, la Mesē était également bordée de nombreuses églises et était utilisée lors des grandes processions marquant la vie de l’empire.

## Tracé
La Mesē existait probablement déjà avant la fondation de Constantinople et constituait dans la colonie fondée par Septime Sévère la fin de la Via Egnatia, la voie romaine qui, à travers la Grèce,  reliait Rome et Byzance. En tant qu’artère principale au cœur de la nouvelle ville, la Mesē fit partie des plans originaux de Constantinople. Elle commençait au Milion, à l’origine un imposant édifice qui marquait, tout comme celui de Rome, le point de départ des routes qui conduisaient aux différentes villes de l’empire. Ce dernier était situé sur la place de l’Augustaion, elle-même située entre Hagia Sophia et le Grand Palais.
Se dirigeant vers l’ouest, sur la deuxième colline de Constantinople, elle passait l’hippodrome de Constantinople ainsi que les palais de Lausos et d’Antiochos avant d’atteindre, après environ 600 mètres, le forum de Constantin, le premier des quatre grands forums, devant lequel était située l’une des deux maisons du Sénat de Constantinople. Cette partie de l’artère était connue sous le nom de Voie Royale (en grec : ἡ Ῥηγία, litt : la Royale) parce qu’elle formait la route de cérémonie des processions allant du Grand Palais et de l’Augustaion vers le forum de Constantin.
La Mesē obliquait alors  légèrement vers le nord-ouest. À mi-parcours entre le forum de Constantin et le forum de Théodose, se trouvait un tétrapylon appelé Anemodoulion (litt : Serviteur des vents), sorte d’arc de triomphe qui faisait communiquer l’avenue Makros Embolos et la Mesē, reliant cette dernière aux ports et centres commerciaux de la Corne d’Or.
Par la suite elle rejoignait au sud de la troisième colline le forum de Théodose, l’ancien forum Tauri . Reprenant un tracé plein ouest, elle atteignait une place appelée Philadelphion.
À cet endroit, la Mesē se divisait en deux branches. L’une se dirigeait vers le nord-ouest, parallèlement à la Corne d’Or, et peu après l’église Theotokos in Petra (maintenant mosquée Odalar), rejoignait la muraille de Théodose à la porte de Charisius, deuxième porte en importance des murailles, appelée par la suite Edirnekapı (Porte d'Adrianople). L’autre se dirigeait vers le sud-ouest en épousant le contour de la mer de Marmara.
Peu après cet embranchement se trouvait sur le tracé sud-ouest la place de l’Amastrianum dont l’emplacement précis reste inconnu. De là, la route passait par le forum du Bœuf (forum Bovis) avant de rejoindre le forum d’Arcadius. Un nouvel embranchement sur ce tracé, un peu en dehors de la muraille de Constantin permettait au nord de rejoindre la porte de Xylokerkos, connue aujourd’hui sous le nom de porte de Belgrade, au sud la porte d’Or, porte triomphale de la muraille de Constantinople par laquelle les empereurs, après leur acclamation à l’Hebdomon, faisaient leur entrée solennelle dans Constantinople avant de se diriger vers Hagia Sophia et le Grand Palais.

## Importance historique

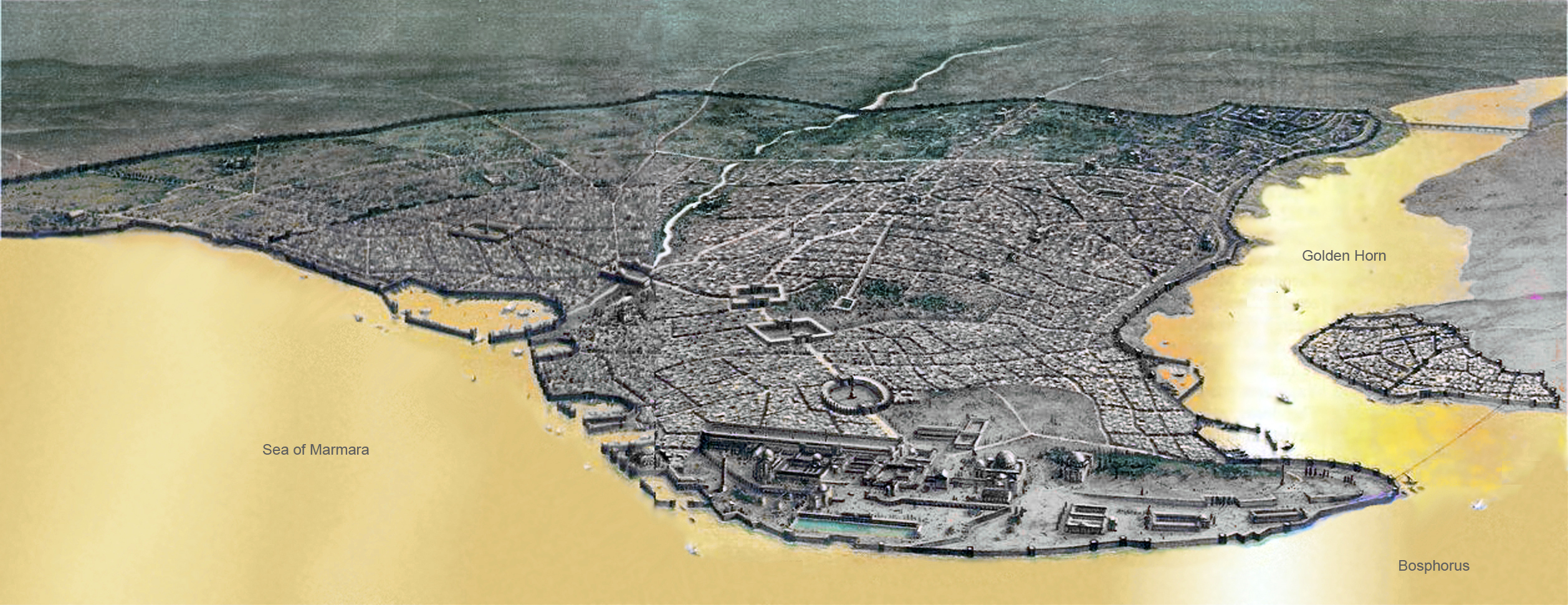
Reconstitution aérienne de Constantinople. Au premier plan le Grand Palais et l'Hippodrome, suivis de la Mese avec les différents forums.

### Centre de la vie économique
La Mesē était véritablement la « colonne vertébrale » de Constantinople par les grands forums qui étaient au cœur de sa vie économique, par les grandes églises qui jouxtaient son parcours nord et sud, ainsi que par l’importance des processions et cérémonies impériales qui s’y déroulaient.
Du Milion au mur de Constantin, la Mesē faisaient communiquer les quatre principaux forums et autres places publiques de Constantinople :
- le forum de Constantin, construit immédiatement à l’extérieur des anciennes murailles;  il était de forme circulaire et comportait deux portes monumentales à l’est et à l’ouest. Une gigantesque colonne surmontée d’une statue de l’empereur était placée en son centre ;
- le forum de Théodose, anciennement appelé forum Tauri reconstruit en 393  par l'empereur Théodose Ier sur le modèle du forum de Trajan à Rome et portant également en son centre une colonne surmontée de la statue de l’empereur ;
- l’Amastrianum, qu’aucune source n’identifie précisément comme un forum, mais qui était certainement une place publique utilisée à la fois comme important marché aux chevaux et comme endroit pour les mutilations et exécutions publiques ; on y trouvait un exemplaire d’argent du « modius », la mesure de volume qui servait d’unité de base pour la vente du blé ;
- le forum du Bœuf, ainsi nommé en raison de la tête de bœuf en bronze ramenée de Pergame et dans lesquels on brulait à mort les condamnés en faisant chauffer la statue à blanc ;
- le forum d’Arcadius, construit en 403 en transformant un ancien marché public  du quartier Xerolophos.

Large d’environ 25 mètres sur ce tracé, elle était bordée sur ses deux côtés de portiques construits par Eubulus, l’un des sénateurs qui avait accompagné Constantin à son départ de Rome. Les portiques allant de l’Augustaion au forum de Constantin étaient particulièrement splendides, ayant à leur sommet des promenades ou des terrasses enjolivées de statues et permettant une vue magnifique sur la ville, les collines avoisinantes et la mer. De nombreux édifices publics (comme la Basilikē, centre juridique et intellectuel de la ville, des bains publics (comme ceux de Zeuxippos), des palais et divers marchés étaient construits dans ses abords immédiats.

### Centre de la vie religieuse

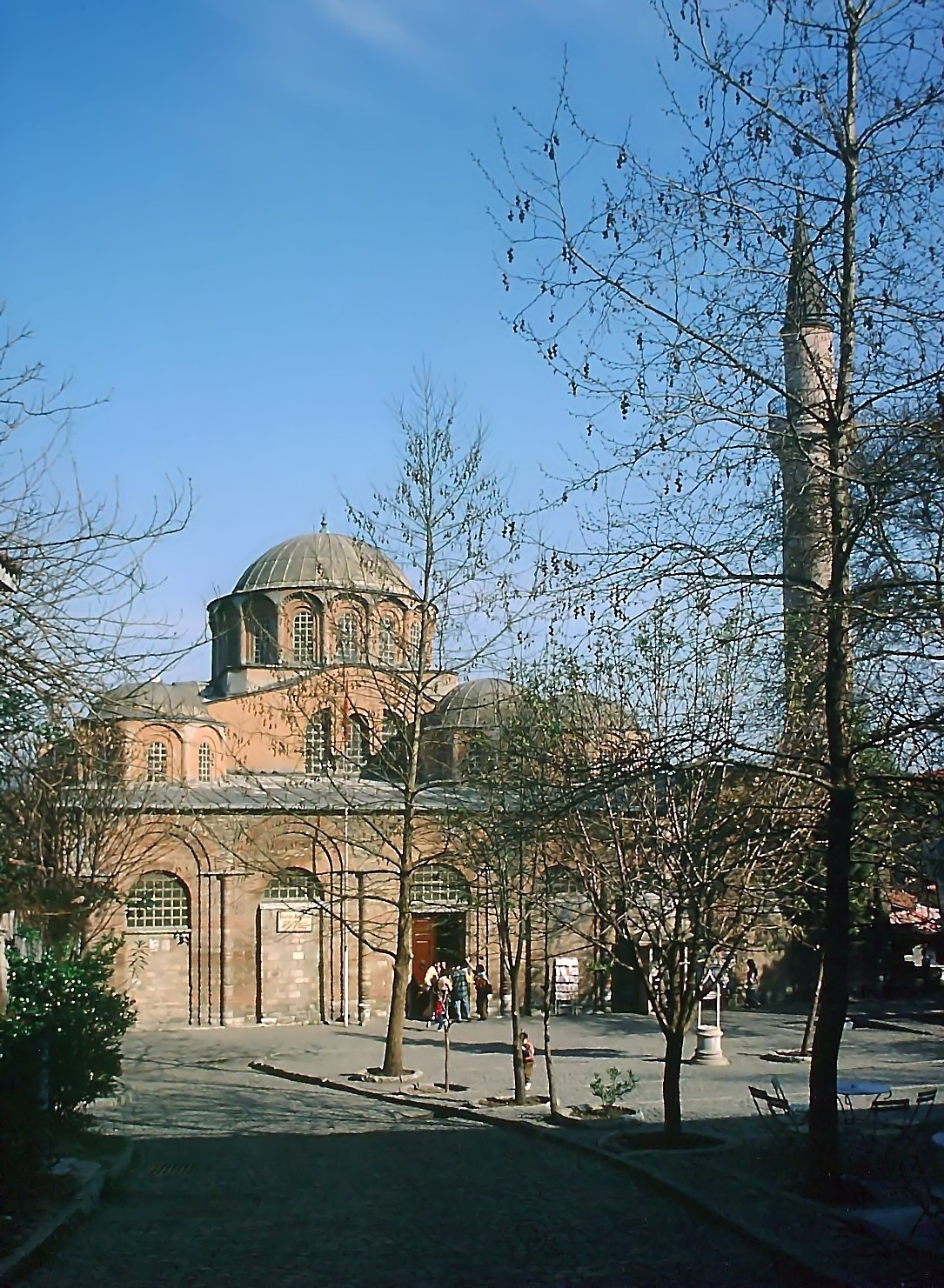
Façade de l'église du Saint-Sauveur-in-Chora.

On trouvait également tout au long de la Mesē nombre d’églises et de monastères célèbres. Parmi les mieux connus se trouvaient
- sur la branche nord-ouest :
  - Église des Saints-Apôtres, deuxième église en importance de la capitale construite sur la IVe colline, bâtie par les mêmes architectes qui construisirent Hagia Sophia ; elle servit de lieu de sépulture pour nombre d’empereurs, de membres de leurs familles et de quelques patriarches[13] ;
  - Saint-Jean-Baptiste-in-Trullo (aujourd’hui mosquée Hirami Ahmet Pasha) au nord de la citerne d’Aetius sur la cinquième colline[14] ;
  - Saint-Sauveur-in-Chora au nord-est de la porte de Charisius sur la sixième colline[15] ;
  - le couvent Kecharitomene et le monastère du Christ Philanthrope dans le quartier des Manganes[16] ;
- sur la branche sud-ouest :
  - Saint-Mocius situé probablement près de la fontaine de Mocius sur la septième colline[17] ;
  - le monastère du Studion entre la Mesē et la mer de Marmara[18] ;
  - le monastère du Dolmatou, probablement le premier monastère de Constantinople, bastion de l’orthodoxie durant la crise iconoclaste, situé hors du mur de Constantin dans le quartier Psamathia[19].

### Symbole du pouvoir impérial

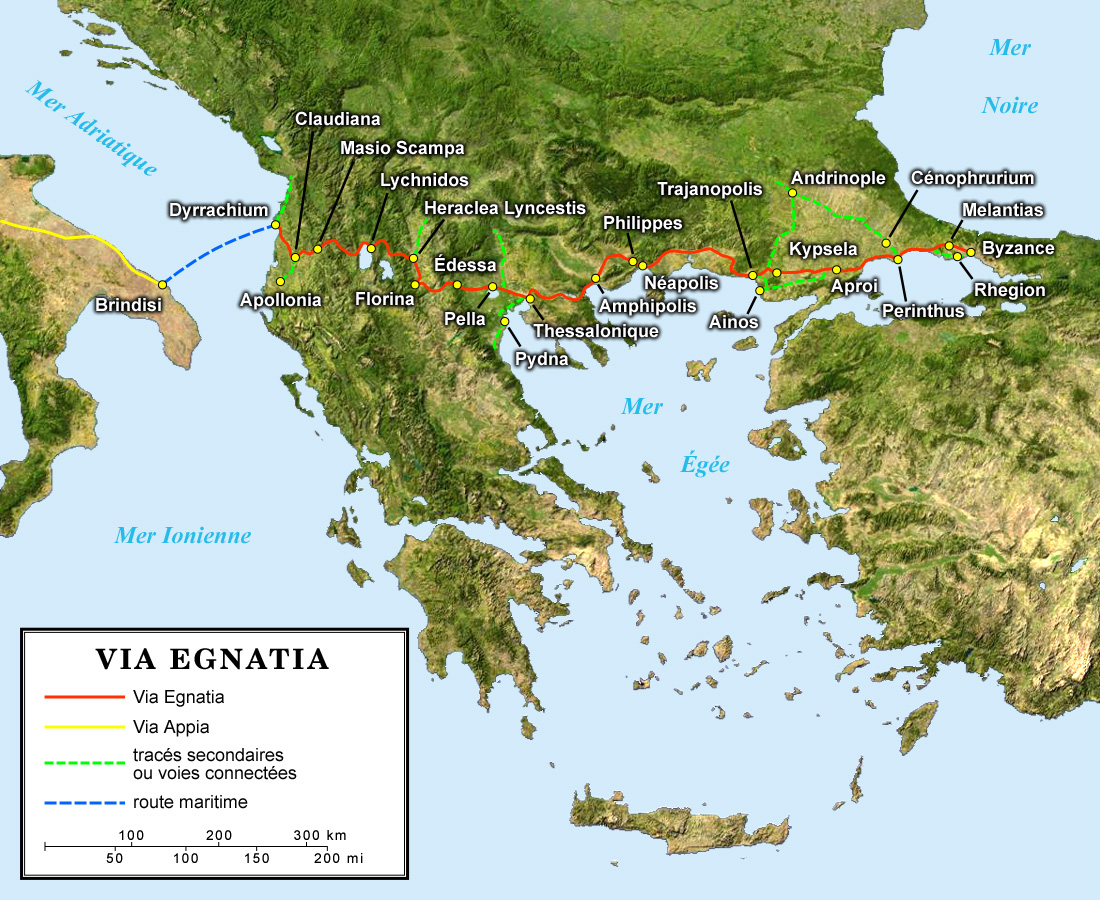
La Via Egnatia qui reliait Rome et Constantinople; la Mese en constituait le tronçon final.

Outre son importance économique et culturelle, la Mesē participait à ce que Louis Bréhier appelait « le culte impérial ». Continuation de la Via Egnatia, elle rappelait à la fois le transfert du pouvoir de Rome vers Constantinople en même temps que ses liens avec le reste de l’empire. Acclamé par ses troupes à l’Hebdomon hors de Constantinople, c’est par la porte d’Or que le nouvel empereur faisait son entrée dans la capitale, en route vers le Grand Palais près de Hagia Sophia. Marcien (450), Léon Ier (457), Basiliscus (476), Phokas (602), Léon l’Arménien (813) et Nicéphore Phokas (963) y furent accueillis à cet endroit par les autorités municipales.
C’est également par cette porte et le long de la Mesē que se déroulaient les processions triomphales célébrant la victoire d’un empereur après une campagne militaire au cours de laquelle captifs vaincus et butin de guerre étaient montrés à la foule qui se pressait sur le parcours, les dèmes ayant l'obligation de pavoiser. En fin de cortège venait l’empereur victorieux souvent accompagné de son fils ; après s’être arrêté à la porte d’Or pour rendre grâce à Dieu pour cette victoire, l’empereur recevait les hommages des autorités municipales qui lui offraient une couronne d’or sous les acclamations des factions qui chantaient : « Gloire à Dieu qui nous rend nos souverains couronnés de gloire ! Gloire à Dieu qui vous a magnifiés, vous, Empereurs des Romains ! Gloire à Toi, très sainte Trinité, car nous contemplons nos empereurs pleins de gloire ! Bienvenue à nos augustes souverains victorieux, ! ».
Outre ces processions triomphales, le calendrier impérial était rempli de fêtes donnant chacune lieu à une procession qui empruntait régulièrement la Mesē. Pour n’en donner qu’un exemple, voici comment Constantin VII Porphyrogénète décrit la procession ayant lieu lors de la fête de l’Ascension.

« Il faut savoir qu’en ce jour de fête, les réceptions [i.e. arrêts de la procession] ont lieu ainsi :
Première réception, en dehors de la voute (καμάρα) du portique où se dresse la colonne. Là, reçoit les souverains le démocrate des Bleus, à savoir le domestique des Scholes (…).
Deuxième réception, à l’aqueduc dans lequel coule l’eau. Là, les reçoit de démocrate des Verts, à savoir l’excubite.
Troisième réception, à Saint-Mocius. Là, les reçoit le démarque des Verts avec le dème des Blancs.
Quatrième réception, à l’Exakionion. Là, les reçoit le démarque des Verts avec le dème des Rouges.
Cinquième réception, au Xérolophos, en face de l’oratoire de Saint-Callinique. Là, les reçoit le démarque des Bleus avec le dème des Blancs.
Sixième réception, au forum du Bœuf. Là, les reçoit le démocrate des Verts, c’est-à-dire le domestique des excubites.
Septième réception, à l’Amastrianum. Là, les reçoit le démocrate des Bleux, c’est-à-dire le domestique des Scholes.
Huitième réception, au Philadelphion. Le démocrate des Bleus, récidivant, avec le dème des Blancs, fait là la réception.
Neuvième réception, au forum Tauri (forum de Théodose). Là, les reçoit le démarque des Verts avec le dème des Rouges.
Dixième réception, sous la voute (φουνικόϛ) des Boulangers. Le démarque des Verts, ayant récidivé avec le dème des Rouges, fait là, la réception.
Onzième réception au Forum (de Constantin). Le démarque des Verts récidivant avec le dème des Rouge fait là, la réception.
Douzième réception, au Prétoire. Là les reçoit le démarque des Bleus avec le dème des Blancs.
Treizième réception, sous la voute du Milon. Le démarque des Bleus, récidivant avec le dème des Blancs fait là, la réception […] »

.

## Aujourd’hui

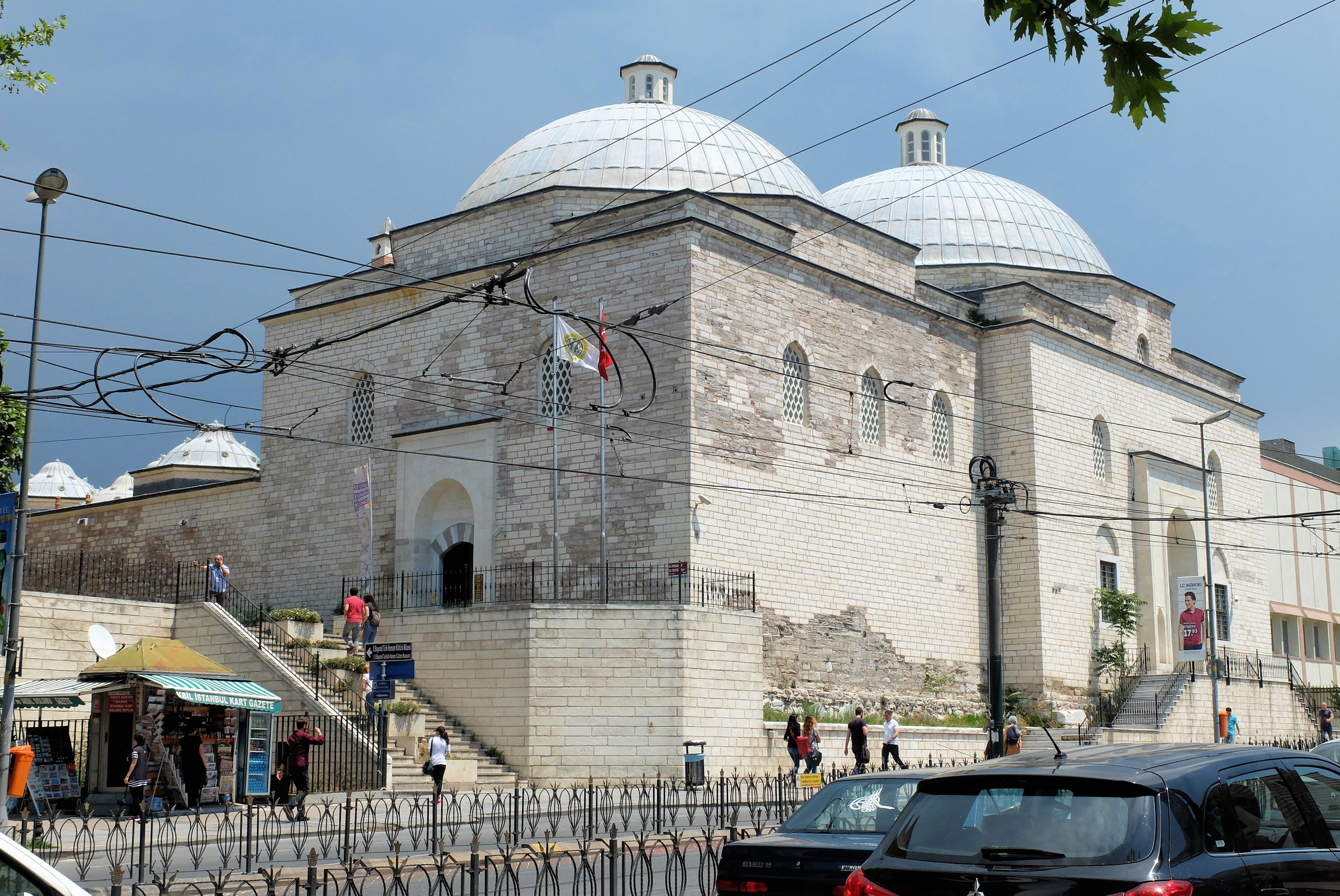
Le hammam de Bayezid II vu de la rue Divanyolu.

Une importante section de la Mésē survit aujourd’hui portant le nom turc de Divan Yolu (litt : chemin de la Cour). Situé dans le district de Fatih, elle part du Milion et, suivant le tracé historique de la Mésē, se rend à la colonne de Constantin où se trouvait auparavant le forum de Constantin. De là, elle suivait ce qui est maintenant Yeniçeriler Caddesi jusqu’à la place Beyazit (Beyazıt meydanı), l’ancien forum de Théodose. À partir de l’endroit où se trouvait l’embranchement, la Mésē originale n’existe plus, mais on peut en reconnaitre le tracé de l’embranchement nord en suivant la Fevzi Paşa Caddesi qui conduit à la porte de Charisius. De la même façon, s’il n’y a plus de route directe, on peut suivre sur le plan de la ville le tracé de la route qui mène à la porte d’Or au sud.

### Source première
- Constantin VII Porphyrogénète. Le livre des cérémonies. vol. 1, ainsi que Commentaires, vol. 1. Paris, Les Belles-Lettres, 1967.

### Sources secondaires
- (en) Bassett, Sarah. "The Topography of Triumph in Late-Antique Constantinople". (in) Fabian Goldbeck, Johannes Wienand (ed.). Der römische Triumph in Prinzipat und Spätantike. De Gruyter, Boston/Berlin 2016,  pp. 511–554.
- (en) Berger, Albrecht. "Streets and Public Spaces in Constantinople". (in) Dumbarton Oaks Papers, Vol. 54 (2000), pp. 161–172.
- (en) Bergstein, David. “The Mese: Main Street of Constantinople” (in) Late Antique and Byzantine Art. [en ligne] https://arha318.files.wordpress.com/2010/01/the-mese-main-street-of-constantinople.pdf.
- (fr) Bréhier, Louis. Les institutions de l’empire byzantin. Paris, Albin Michel, 1949 et 1970.
- (en) Ceras, Maurice. "The Urban and Architectural Evolution of the Istanbul Di̇vanyolu: Urban Aesthetics and Ideology in Ottoman Town Building". (in) Muqarnas. Vol. 22 (2005), pp. 189–232.
- (fr) Guilland, Rodolphe. Études de topographie de Constantinople byzantine, Tomes I & II, Berlin, Akademie-Verlag, 1969.
- (fr) Janin, Raymond. "Constantinople byzantine : développement urbain et répertoire topographique", Archives de l'Orient chrétien, 1964, 2e éd.
- (en) Kazdhan, Alexander (ed.) The Oxford Dictionary of Byzantium. Oxford, Oxford University Press, 1991.  (ISBN 0-19-504652-8).
- (en) Kuban, Dogan. “Elements of the Urban Physiognomy”, Istanbul, An Urban History: Byzantion, Constantinopolis, Istanbul. Istanbul, Economic and Social History Foundation of Turkey, 1996.
- (en) Mango, Cyril.  "The Triumphal Way of Constantinople and the Golden Gate". (in) Dumbarton Oaks Papers, Nr. 54, 2000, p. 173.
- (de) Müller-Wiener, Wolfgang. Bildlexikon zur Topographie Istanbuls: Byzantion, Konstantinupolis, Istanbul bis zum Beginn d. 17 Jh. Tübingen, Wasmuth, 1977. (ISBN 978-3-8030-1022-3).
- (en) Mundell Mango, Marlia. "The porticoed street at Constantinople". (in) Nevra Necipoğlu. Byzantine Constantinople. Monuments, topography and everyday life. Brill, Leiden 2001, pp. 29–51.
- (en) Necipoğlu, Nevra. Byzantine Constantinople: Monuments, Topography and Everyday Life. Brill, Leiden, 2001  (ISBN 90-04-11625-7).
- (en) Philippides, Marios et Walter K. Hanak. The Siege and the Fall of Constantinople in 1453, Ashgate, 2011  (ISBN 978-1-4094-1064-5).
- (en) Potter, David. Constantine the Emperor. Oxford University Press, Oxford/New York 2012,  (ISBN 978-0-19-998602-6).
- (en) van Millingen, Alexander. Byzantine Constantinople. The Walls of the City and Adjoining Historical Sites, Londres, John Murray, 1899, reproduit par Scholar Select,  (ISBN 978-1-341-312892).
- (en) van Millingen, Alexander. Byzantine Churches of Constantinople [Their stories and architecture], original 1912. Reproduit par e-Kitap Project, Istanbul, 2015.  (ISBN 978-15-0771-8223).